# La Tour-Maubourg (métro de Paris)
Pour les articles homonymes, voir La Tour-Maubourg.
La Tour-Maubourg est une station de la ligne 8 du métro de Paris, située dans le 7e arrondissement de Paris.

## Situation
La station est implantée à la limite entre le quartier des Invalides à l'est et le quartier du Gros-Caillou à l'ouest. Elle se trouve sous l'extrémité nord-est de l'avenue de La Motte-Picquet, au niveau de la place Salvador-Allende, au croisement avec le boulevard de la Tour-Maubourg et la rue de Grenelle. Orientée selon un axe nord-est/sud-ouest, elle s'intercale entre les stations École Militaire et Invalides.
À l'entrée de la station, sur la voie en direction de Balard, se trouve un raccordement de service en provenance de la boucle des anciens ateliers d’Invalides de la ligne 13 (laquelle correspond à la boucle terminale de l'ancienne ligne 14 qui reliait Invalides à Porte de Vanves), embranché en talon.

## Histoire
La station est ouverte le 13 juillet 1913 avec la mise en service du premier tronçon de la ligne 8 entre Opéra et le terminus provisoire de Beaugrenelle (actuelle station Charles Michels sur la ligne 10).
Elle doit sa dénomination à sa proximité avec le boulevard de La Tour-Maubourg, lequel rend hommage au marquis Victor de Faÿ de Latour-Maubourg (1768-1850), ministre de la Guerre et gouverneur des Invalides (ces dernières se situant à l'est de la station et du boulevard précités).
Dans le cadre du programme « Renouveau du métro » de la RATP, les couloirs de la station et l'éclairage des quais sont rénovés le 10 mars 2006.
Durant les Jeux olympiques et paralympiques d'été de 2024, une signalétique spécifique sur fond rose est mise en place par-dessus le nom de la station sur les quais, comme dans une centaine de gares et stations d'Île-de-France, afin de souligner en l'occurrence la proximité avec le site des Invalides, destiné à accueillir les épreuves de tir à l’arc, de para tir à l’arc, de cyclisme sur route ainsi que les marathons olympiques et paralympiques. Ce site est également desservi par la station Invalides.

### Fréquentation
Selon les estimations de la RATP, la station a vu entrer 2 139 593 voyageurs en 2019, ce qui la place à la 236e position des stations de métro pour sa fréquentation sur 302,. En 2020, avec la crise du Covid-19, son trafic annuel tombe à 965 136 voyageurs, la reléguant alors au 245e rang, avant de remonter progressivement en 2021 avec 1 361 723 entrants comptabilisés, ce qui la rétrograde toutefois à la 246e position des stations du réseau pour sa fréquentation sur 304 cette année-là,.

## Services aux voyageurs

### Accès
La station dispose d'un accès principal et d'une sortie secondaire :
- l'accès no 1 « Boulevard de La Tour-Maubourg », constitué d'un escalier fixe orné d'un des rares candélabres Val d'Osne du réseau, débouchant sur ledit boulevard, au droit du jardin central de la place Salvador-Allende avec lequel il partage sa balustrade ;
- l'accès no 2 « Rue de Grenelle », constitué d'un escalier mécanique montant permettant uniquement la sortie depuis le quai en direction de Balard, conduisant sur la place précitée face au no 152 de la rue de Grenelle ; cette sortie est agrémentée d'une balustrade de facture simple en acier peint en vert, modèle apparu après la Seconde Guerre mondiale.

Accès à la station
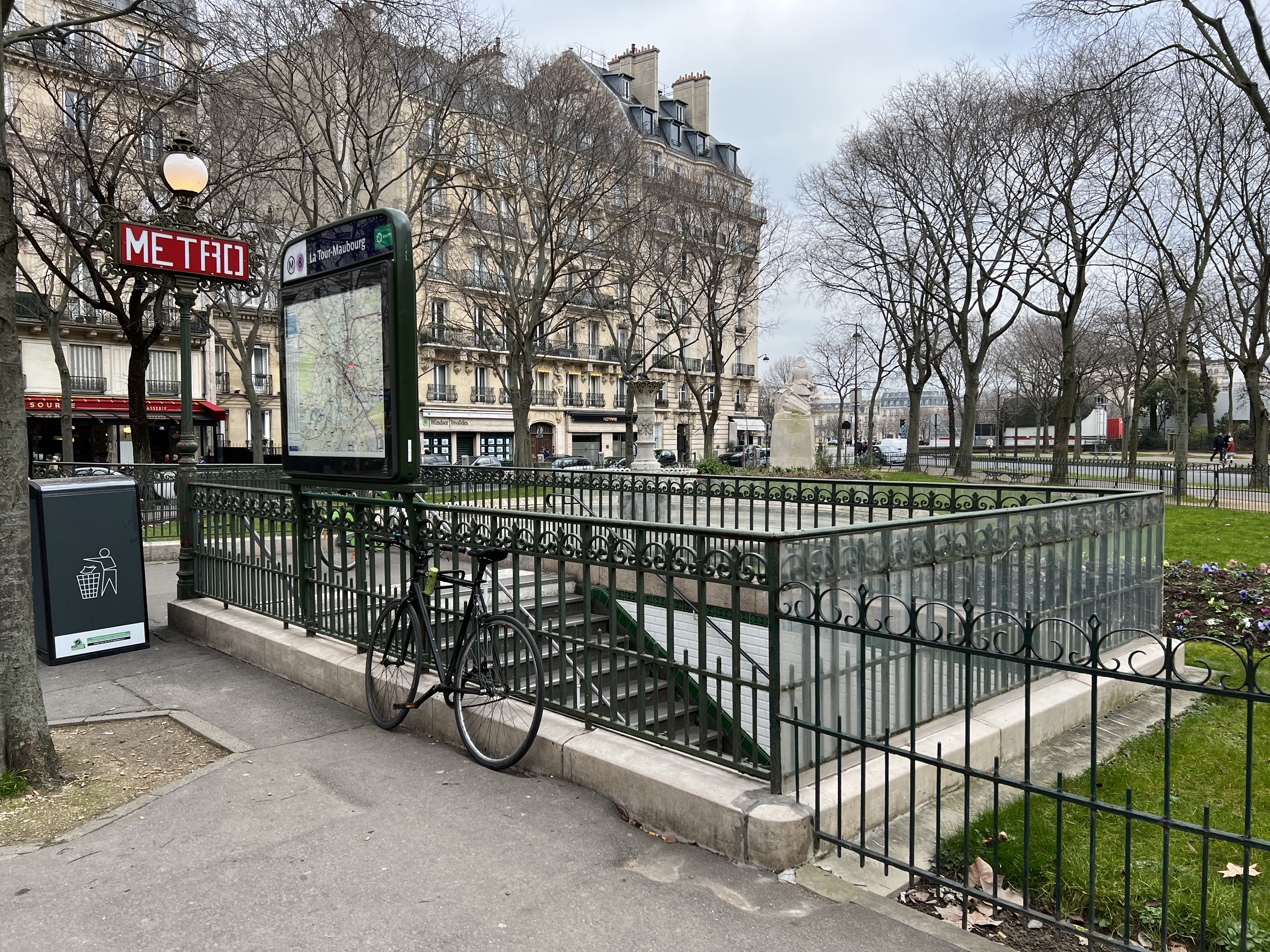
L'accès no 1, « Boulevard de La Tour-Maubourg ».
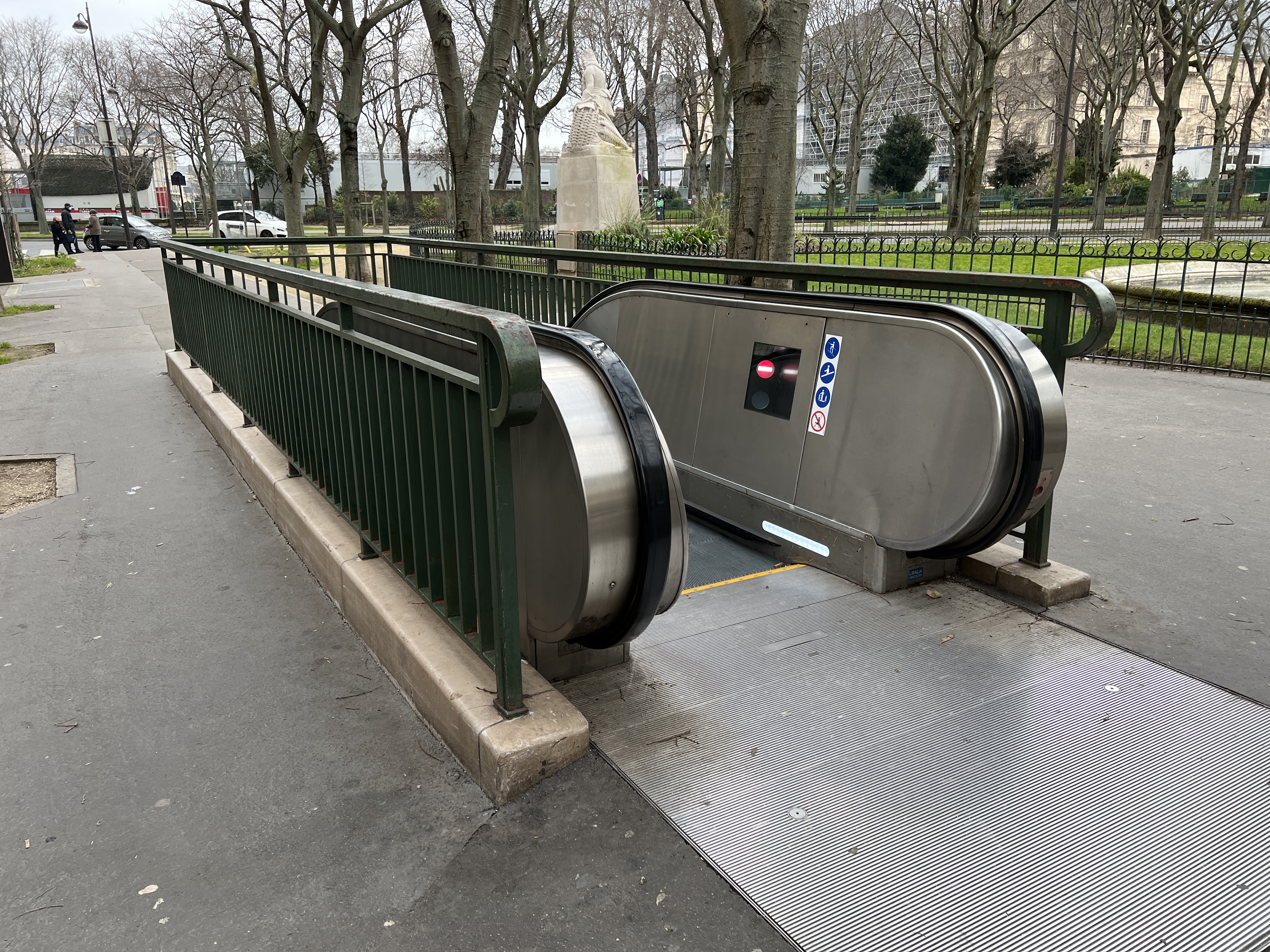
La sortie no 2, « Rue de Grenelle ».
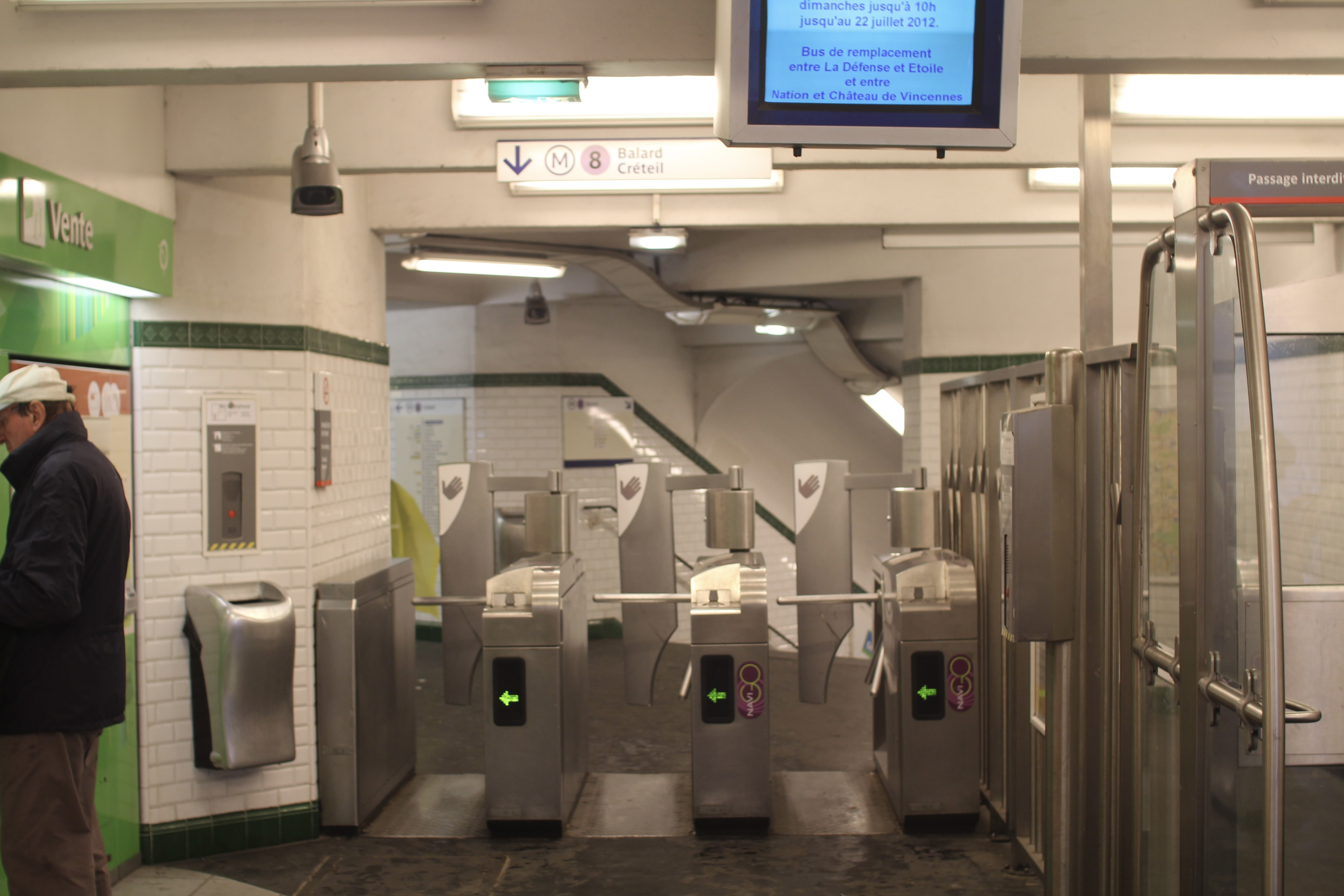
La salle de distribution des titres de transport.

### Quais
La Tour-Maubourg est une station de configuration standard pour le métro de Paris : elle possède deux quais, d'une longueur conventionnelle de 75 mètres, séparés par les voies du métro situées au centre et la voûte est elliptique. La décoration est du style utilisé pour la majorité des stations du métro : les bandeaux d'éclairage sont blancs et arrondis dans le style « Gaudin » du renouveau du métro des années 2000, et les carreaux en céramique blancs biseautés recouvrent les pieds-droits, la voûte ainsi que les tympans. Les cadres publicitaires sont métalliques et le nom de la station est inscrit en police de caractères Parisine sur des plaques émaillées. Les sièges de style « Motte » sont de couleur orange.

Quais de la station
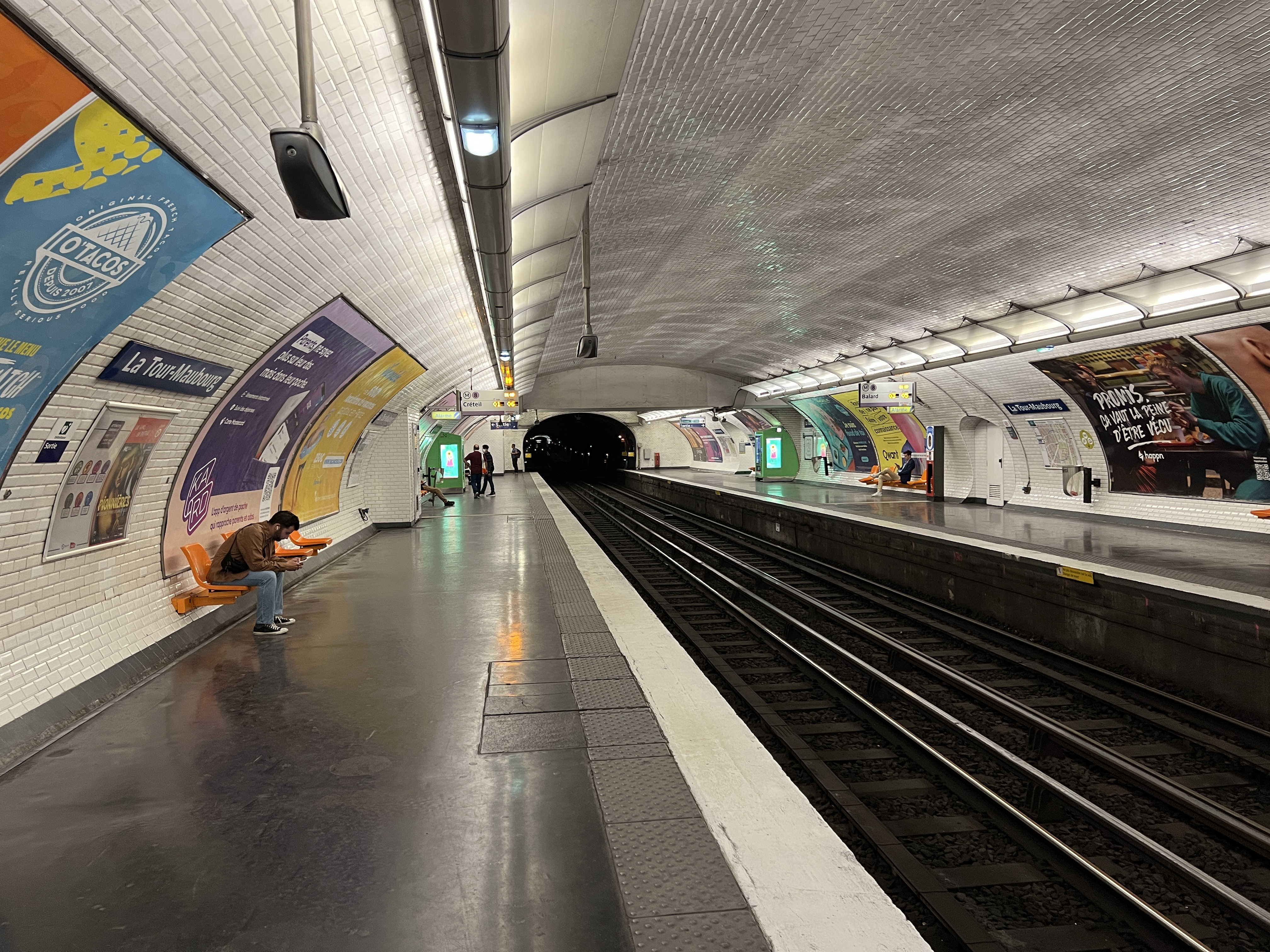
Les quais de la station vus en direction de Balard.
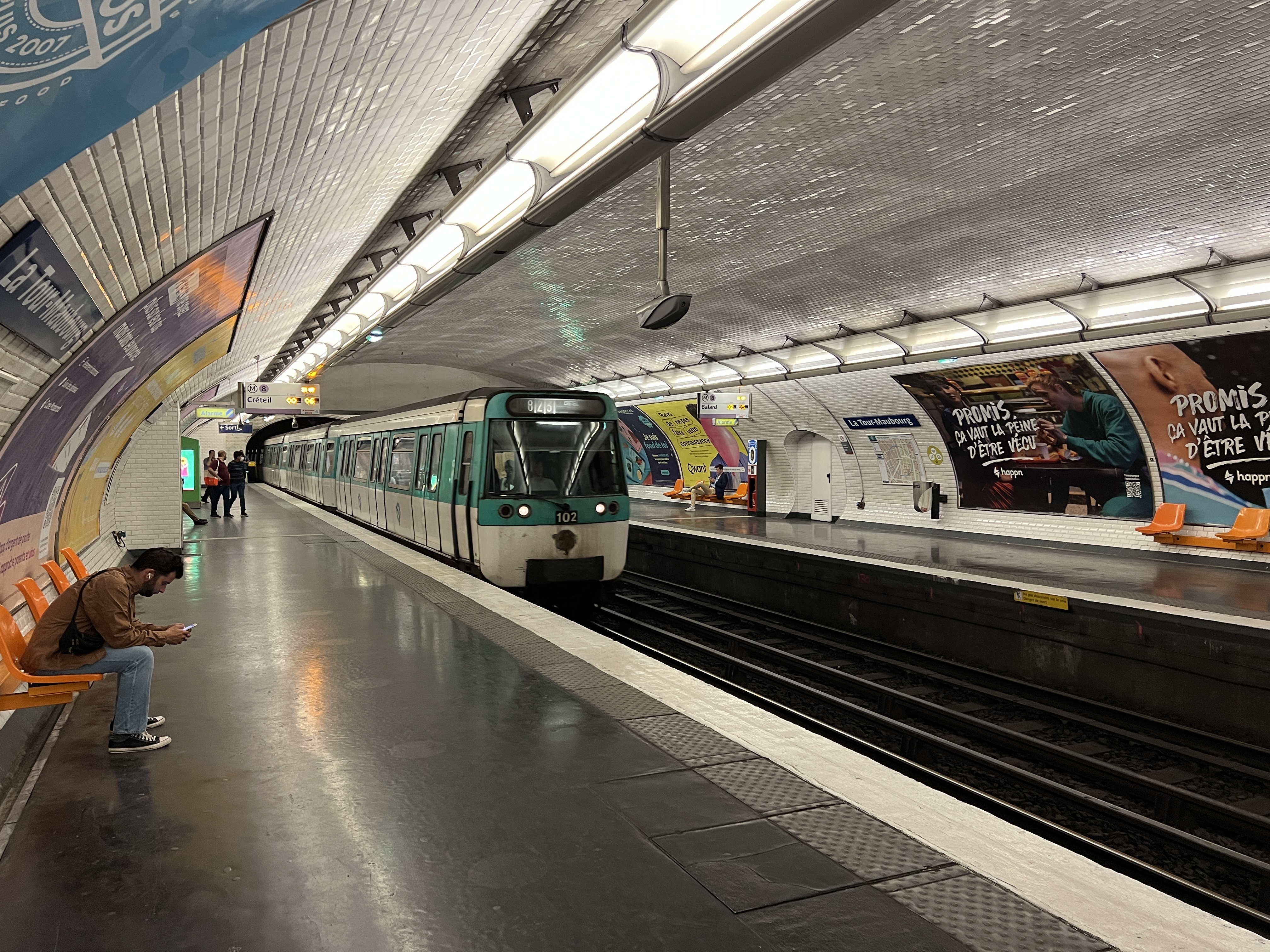
Entrée d'une rame MF 77 en direction de Pointe du Lac.
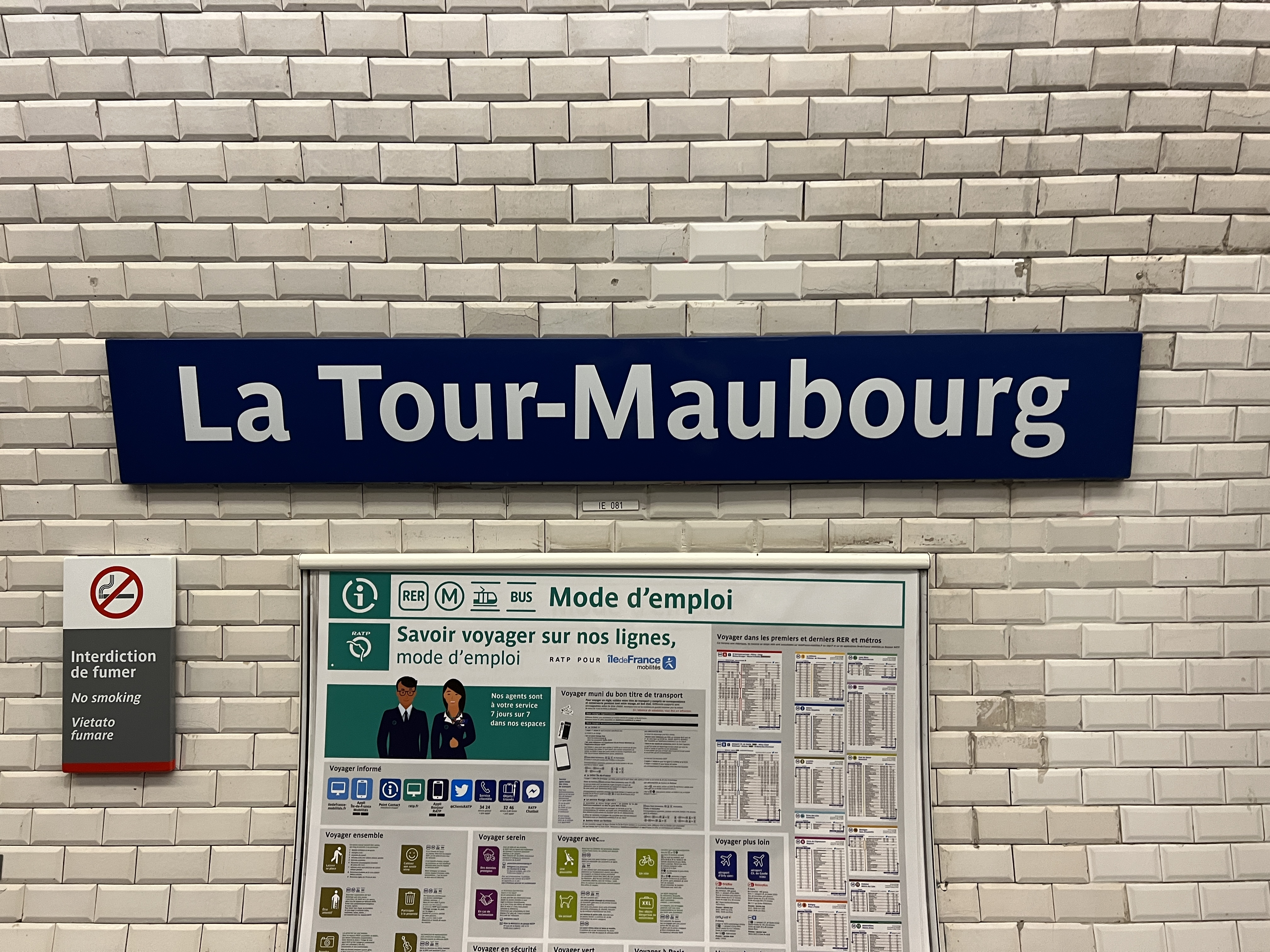
Plaque émaillée indiquant le nom de la station.

### Intermodalité
La station est desservie par les lignes 28 et 69 du réseau de bus RATP.

## À proximité
- Hôtel des Invalides
- Esplanade des Invalides
- Square Santiago-du-Chili
- Église protestante Saint-Jean
- Établissement La Rochefoucauld
- Église Saint-Pierre-du-Gros-Caillou
- Siège du Mouvement démocrate (MoDem)